# Geoffrey W. Coates
Geoffrey W. Coates, född 1966 i Evansville i Indiana i USA,, är en amerikansk kemist, professor i kemi vid Cornell University, och har utvecklat en metod där koldioxid används i stället för olja vid tillverkning av plast. Koldioxid är en råvara som är billig och förhållandevis lättillgänglig. Metoden väntas avhjälpa två problem, höjda råvarupriser och miljöutsläpp.

## Biografi
Coates tog en kandidatexamen i kemi från Wabash College 1989. Han började därefter på forskarskolan vid Stanford University där han arbetade med Robert M. Waymouth som Hertzstipendiat. Hans avhandlingsarbete undersökte stereoselektiviteten hos metallocenbaserade Ziegler-Natta-katalysatorer och han avlade på detta en doktorsexamen i organisk kemi 1994. Coates var sedan NSF Postdoctoral Fellow hos Robert H. Grubbs vid California Institute of Technology. Vid Caltech arbetade Coates med ringstängande metatesreaktioner för att funktionalisera polyolefiner, och supramolekylära fenyl-perfluorofenylpi-staplingsinteraktioner.

## Karriär och vetenskapligt arbete
År 1997 började Coates arbeta i fakulteten vid Cornell University. Han befordrades till docent 2001 och till professor 2002. Han utnämndes till den första professuren vid Tisch University 2008.
Coates är vetenskaplig medgrundare av Novomer, Ecolectro, Intermix Performance Materials, och Imperion Coatings. Novomer förvärvades av Danimer Scientific 2021. Coates är medlem i KensaGroups vetenskapliga rådgivande nämnd och är medlem i Welch Foundations vetenskapliga rådgivande nämnd. Han var medverkande redaktör för tidskriften Macromolecules från 2008 till 2021 och är nu medverkande redaktör för Journal of the American Chemical Society.

## Utmärkelser och hedersbetygelser
Coates har fått många utmärkelser för sitt arbete inom organometallisk och polymerkemi.
- Alfred P. Sloan Foundation Research Fellow
- ACS Arthur C. Cope Scholar Award
- Utnämnd av the MIT Technology Review till TR100 Innovator Under 35, in 1999[19]
- David and Lucile Packard Foundation Stipendium i naturvetenskap och teknik år 2000[20]
- Regional finalist i Blavatanik Award  2007 och 2008[21][22]
- Invald ledamot av American Academy of Arts & Sciences 2011[23]
- Camille och Henry Dreyfus New Faculty Award in 1997 och Camille Dreyfus Teacher-Scholar Award in 2000
- American Association for the Advancement of Science stipendium 2006
- ACS Carl S. Marvel Creative Polymer Chemistry Award 2009
- Invald medlem i National Academy of Inventors in 2017[24]
- Invald medlem i National Academy of Sciences in 2017[25]
- Vetenskaplig rådgivande nämnd för  Welch Foundation in 2020[26]